# Ergo Proxy
Ergo Proxy (エルゴ プラクシー Erugo Purakushī?) es una serie de anime de ciencia ficción, producida por el extinto estudio Manglobe, dirigida por Shukō Murase y escrita por Dai Satō. La serie fue emitida del 25 de febrero al 12 de agosto de 2006 a través del canal televisivo de paga japonés WOWOW, con 23 episodios.
Después de su lanzamiento en Japón, el anime fue licenciado para un lanzamiento de DVD por Geneon Entertainment USA, con una difusión posterior en Fuse TV. También se distribuyó a los mercados de anime australiano, británico y canadiense.

## Argumento
La historia transcurre en una ciudad llamada Romdeau, construida para proteger a sus habitantes del ambiente devastador en el cual el planeta Tierra ha caído. Allí, los hombres (considerados "ciudadanos modelo") y AutoReivs, conviven en paz bajo un sistema completamente administrativo. Tal utopía se ve afectada por una serie de asesinatos cometidos por AutoReivs fuera de control infectados con el virus Cogito, lo cual pone en peligro el delicado equilibrio del orden social; mientras tanto, tras bastidores, el gobierno dirige experimentos ocultos de una forma humanoide llamada Proxy, la cual se cree que tiene la llave para la supervivencia de la especie humana.
Re-L Mayer es asignada para investigar una serie de asesinatos con su AutoReiv, Iggy; durante estas investigaciones aparecen dos criaturas desconocidas con gran poder. Ella se da cuenta de que el Proxy está involucrado, aunque desconoce el significado real de esa palabra. Por otra parte, el otro protagonista, el inmigrante Vincent Law, está de una manera conectado con el Proxy. Tras salir del domo, ambos protagonistas viajan alrededor del mundo visitando los domos para descubrir el significado real de los Proxy.
En Romdeau, el gobierno está dividido en varias entidades: La agencia de inteligencia, la agencia de salud, de seguridad, entre otras nombradas en la serie, todas bajo el control del Administrador o Regente. Respecto a los robots llamados AutoReiv, el principal tipo es de compañía o Entourage. Varios son desarrollados con diversas funciones como la complejidad cibernética o integraciones para el combate.
Los humanos en la ciudad o domo son criados en capullos artificiales, pero aún compatibles biológicamente con sus ancestros humanos naturales. Varias veces en la serie se habla de que la capacidad de reproducción de los humanos ha terminado. Por ello, cuando una nueva persona es creada, solo es hecha para un rol específico en la sociedad, lo que llaman la "raison d'être", la razón de ser.

## Personajes
Algunos de los personajes secundarios llevan el nombre de varias figuras tomadas tanto de la historia como de la mitología. De igual manera, los nombres de los perfiles significativos en las ciencias filosóficas y psicológicas aparecen a lo largo de la serie.

### Personajes principales
Vincent Law (ビンセント・ロウ Binsento Rō?)
Voz por: Kōji Yusa. Liam O'Brien (inglés).
Es un inmigrante de la ciudad Mosk que trabaja en la División de Control de AutoReivs (オートレイブ処理課) dentro del sector FG de inmigrantes temporales. Su actitud va cambiando a lo largo de la historia, inicia siendo tímido y antisocial, poco a poco toma confianza con Mayer durante el viaje por las cúpulas. Su trabajo es cazar y deshacerse de los AutoReivs infectados por el virus Cogito. Su pasado tiene la llave a los misteriosos asesinatos en Romdeau, está enamorado de Re-l.
Re-l Mayer (リル·メイヤー Riru Meiyā?)
Voz por: Rie Saitō. Megan Hollingshead (inglés).
Una inspectora del Instituto de Inteligencia Ciudadana (市民情報局 Shimin Jōhōkyoku?) a cargo de la investigación de la serie de asesinatos cometidos por AutoReivs infectados por el virus Cogito. Es la nieta de Donov Mayer, regente de la ciudad. Re-L investiga junto a Iggy los casos de virus Cogito. Su motivación es recibir afecto de su abuelo y conocer la verdad. De personalidad calculadora y fría, ella odia a los "ciudadanos modelo" y toda clase de reglas impuestas por el sistema de Romdeau.
Pino (ピノ?)
Voz por: Akiko Yajima. Rachel Hirschfeld (inglés).
AutoReiv de lujo con imagen de una niña, bajo el cuidado de una pareja sin hijos (más concretamente Raul Creed y su esposa), que se ve infectada por el virus Cogito, y que despierta sus "emociones" y posiblemente hace nacer su "alma". Casi en toda la serie utiliza un pijama o disfraz de corgi rosa. Sigue a Vincent durante su travesía.
Iggy (イギー Igī?)
Voz por: Kiyomitsu Mizuuchi. Travis Willingham (inglés).
El acompañante de tipo Entourage perteneciente a Re-L Mayer, sirviéndola fielmente en sus investigaciones. Iggy fue también un espía de Donov Mayer, varias veces Iggy fue manipulado para controlar e impedir las acciones o las investigaciones de Re-L, con respecto al asunto de los Proxies. Iggy contrajo el virus Cogito y se desarrolló en su interior, ocasionando que desobedeciera las órdenes de Mayer y con un trágico final.
Raul Creed (ラウル・クリード Rauru Kurīdo?)
Voz por: Hikaru Hanada. Patrick Seitz (inglés).
Nuevo jefe del Instituto de Seguridad Ciudadana (市民警備局 Shimin Keibikyoku?), quien informa directamente al regente. Su esposa no puede tener hijos, por tal razón tomó a Pino como hija sustituta en un momento anterior del inicio de la serie.
Kristeva (クリステヴァ Kurisuteva?)
Voz por: Hōko Kuwashima. Kirsten Potter (inglés).
Asistente personal de tipo Entourage de Raul Creed. Obtiene su nombre de la filósofa y psicoanalista Julia Kristeva.
Daedalus Yumeno (デダルス・ユメノ Dedarusu Yumeno?)
Voz por: Sanae Kobayashi. Yuri Lowenthal (inglés).
Médico principal que guía el grupo de investigación del Proxy, director del División de Salud y Bienestar (厚生局 Kōseikyoku?), y el doctor personal de Re-L Mayer. Tiene dos asistentes personales Entourage, llamados Deleuze y Guattari.
Donov Mayer (ドノブ・メイヤー Donobu Meiyā?)
Voz por: Yū Shimaka. Doug Stone (inglés).
Abuelo de Re-L Mayer, y regente (執国 shikkoku?) de Romdeau, quien debilitado por la edad nunca habla, solo se mantiene inmóvil con una máscara de oxígeno. Quienes hablan por él son cuatro AutoReivs en forma de estatuas de piedra llamados como Grupo Colectivo (総体 Sōtai?) y la Cámara de Administración (管理局 Kanrikyoku?) nombrados tras los siguientes filósofos famosos: Derrida, Lacan, Husserl y Berkeley. Estos AutoReivs aparecen como las estatuas dentro de la pintura de Miguel Ángel de la Basílica de San Lorenzo, descansando a cada lado de Donov Mayer.

### Proxies
Ergo Proxy (Vincent Law)
Voz por: Kōji Yusa (japonés); Liam O'Brien (inglés)
Es producto de una "división" o "clonación" del proxy número 1. El Proxy número 1 es el creador de la cúpula de Romdeau. Debido al paso del tiempo, la soledad y la incomprensión, Proxy One desarrolla problemas de identidad y una disociación de su personalidad, a causa de esto viaja a la cúpula de Mosk donde se "divide". Su nuevo clon, Vincent Law, descarga todos sus recuerdos en Monad Proxy, que abrumada cae en algo parecido al coma. La aparición del proxy 1 no se da hasta el capítulo 22, en cambio, la aparición de Ergo proxy (Vincent Law) ocurre desde el principio. Ergo Proxy representa el instinto asesino, es el agente de la muerte y al final de la serie se da a entender que representará la venganza de los Proxys.
Proxy One
Voz por: Hōchū Ōtsuka (japonés); Dameon Clarke (inglés)
El antagonista principal de la serie. Es el Ergo Proxy original, llamando a Vincent como su sombra. Proxy One fue el causante del lanzamiento del misil termonuclear, destruir las memorias de Vincent y matar a Donov Mayer. Cae muerto durante una batalla con Vincent.
Monad Proxy
Voz por: Sachiko Kojima (japonés); Carrie Savage (inglés)
Proxy del deseo, número 13, antes del inicio de la serie ella mantenía una relación amorosa con proxy 1 y le ama tanto en su expresión de Proxy 1 como en la de Ergo Proxy, pero al pasar el tiempo Ergo Proxy pierde sus recuerdos y se olvida de ella. Es la creadora de la cúpula de Mosque. Fue secuestrada por Daedalus y estudiada, pero es asesinada por Ergo Proxy. Casi al final de la serie Daedalus la revive en forma de una segunda Re-L, pero conserva sus habilidades y caracteristricas de Proxy, sin embargo muere tras exponerse a la luz solar.
Senex Proxy
Proxy de la luna, mantuvo una relación amorosa con Kaskis Proxy. Ella es la creadora de la Cúpula de Halos, posee dos alas en su frente que se extienden para empalar, es asesinada por Vincent. Su máscara es un ojo. También es conocida como Senekis.
Kazkis Proxy (Kazkis Hauer)
Voz por: Kazuhiko Inoue (japonés); Troy Baker (inglés)
Proxy del sol, en su forma humana es un hombre alcohólico llamado Kaskis Hauer, creador de la cúpula de Asura. El mantuvo una relaciones amorosas con Senex Proxy. Posiblemente sea capaz de resistir el sol. Él se enfurece con Vincent por asesinar a Senex Proxy. Su máscara le cubre la parte de bajo del rostro. El muere al quemarse en las brasas causadas por pelear con Vincent. Al final se reúne de nuevo con Senekis.
Will B. Good
Voz por: Kenyū Horiuchi (japonés); Frank Cooper (inglés)
Proxy con una forma humana que hace referencia a Walt Disney. Creador de la cúpula de La Tierra de Las Sonrisas. Es el único proxy (durante la serie) que demuestra una verdadera preocupación por los habitantes de su cúpula, hasta tal grado que suplica a Pino que no permita que Vincent se acerque a la cúpula para evitar una confrontación. Su nombre es un juego de palabras que se traduciría como "Será bueno", aunque con una conjugación indefinida de la persona.

## Contenido de la obra

### Anime
En Japón, Ergo Proxy fue lanzado al aire en televisión satelital en la cadena WOWOW desde el 25 de febrero de 2006 hasta el 12 de agosto de 2006.
 La serie fue licenciada por Geneon Entertainment en 9 volúmenes en formato DVD del 25 de mayo de 2006 hasta el 25 de enero de 2007. El doblajo de la serie fue transmitido en Fuse TV en junio de 2007 y una colección completa en DVD fue lanzada en diciembre de 2008.

### Lista de episodios
| N.º | Título                                                                                                 | Estreno               |
| --- | --- | --------------------- |
| 1 | «El despertar» «"Hajimari no Kodō" (はじまりの鼓動)»                                                   | 25 de febrero de 2006 |
| Durante una serie de ataques que involucran el virus Cogito, Re-l es asignada como investigadora; ahí es donde encuentra un monstruo humanoide y es atacada por uno de ellos en su casa. | |                       |
| 2 | «Confesión» «"Yoki Shimin no Kokuhaku" (良き市民の告白)»                                               | 4 de marzo de 2006    |
| Re-l intenta entender qué son en realidad los monstruos que la atacaron a los que llaman Proxy. Es removida de la investigación mientras su AutoReiv Iggy es reseteado de sus memorias recientes. Mientras tanto, Vincent escapa de un misterioso Proxy y de las autoridades de la ciudad. | |                       |
| 3 | «Ciudad laberinto» «"Mu e no Chōyaku" (無への跳躍)»                                                    | 11 de marzo de 2006   |
| Romdeau ya no es un lugar seguro para Vincent, quien intenta ser capturado por las autoridades. Se encuentra con un AutoReiv infectado que responde al nombre de Pino, quien le enseña la manera de escapar del domo. Re-l intenta contactar con Vicent y averiguar su relación con el Proxy. | |                       |
| 4 | «Futu-riesgo» «"Mirai Yomi, Mirai Yomi (未来詠み、未来黄泉)»                                           | 18 de marzo de 2006   |
| Vincent y Pino llegan a un pequeño pueblo fuera del domo, los habitantes dicen haber sido expulsados del domo. Mientras Raul Creed intenta localizar y capturar a Vicent. | |                       |
| 5 | «Crepúsculo» «"Shōkan" (召還)»                                                                         | 1 de abril de 2006    |
| Re-l escapa al mundo exterior para traer de vuelta a Vincent a la ciudad. Mientras tanto, Raul inicia un plan para capturar al fugitivo atacando la comunidad con drones. Durante el ataque el traje de Re-l es dañado y Vincent sale lastimado; entonces la investigadora confirma las sospechas de la relación de Vincent con los Proxies.                                                                                                  | |                       |
| 6 | «Regreso» «"Kikan" (帰還)»                                                                             | 8 de abril de 2006    |
| Re-l cae enferma por exponerse al entorno externo. Hoody crea un plan para engañar a Raul y regresar a Romdeau. Quinn crea un grupo de escape de la comunidad usando una nave antigua para escapar. | |                       |
| 7 | «RE-L124C41+» «"Riru 124C41+" (リル124C41+)»                                                           | 15 de abril de 2006   |
| Ya recuperada en el domo de Romdeau, Re-l habla con Daedalus sobre la relevacia de la ciudad. Mientras tanto Vincent escapa a su ciudad natal junto con Pino y pocos sobrevivientes de la comunidad, quienes van muriendo rápidamente por el cansansio. El joven doctor Daedalus y Re-l hablan sobre los proxies y su relevancia en la creación de la humanidad y su supervivencia, comparándolos con los dioses.                             | |                       |
| 8 | «Un rayo de luz» «"Kōsen" (光線)»                                                                      | 22 de abril de 2006   |
| Vincent y Pino se encuentran una batalla entre humanos y AutoReivs, entonces el comandante Patecatl los captura como sospechosos. La batalla es debido a la protección de un sistema de creación de humanos artificial parecido al de Romdeau. Un extraño Proxy con apariencia femenina mata dos soldados y la culpa recae en Vincent y Pino. Vincent aparece en su forma de Proxy y pelea con el monstruo, drenando su energía, la destruye. | |                       |
| 9 | «La parte del ángel» «"Kagayaki no Hahen" (輝きの破片)»                                                | 29 de abril de 2006   |
| Vicent despierta bajo el cuidado de un misterioso hombre rubio llamado Kazkis Hauer. Es un alcohólico y es el supervisor del Domo Asura. El misterioso hombre se presenta como el Proxy de la Luz y explica que el proxy que Vincent había matado era su amante, Senex el Proxy de la luna y supervisora de Halos. Ambos hombres forcejean y Vicent lo destruye drenando su energía.                                                          | |                       |
| 10 | «Existencia» «"Sonzai" (存在)»                                                                         | 13 de mayo de 2006    |
| Con los eventos de disturbios recientes, Raul se cuestiona el futuro del domo. Entonces convence a Deadalus de continuar con la investigación del Proxy Monad. Sin embargo, el médico tiene sus propios planes y se revela que no fue Raul quien intentó asesinar a Re-l, sino el propio regente. Por otro lado, Re-l e Iggy exploran un domo viejo sin humanos y varios AutoReivs funcionando en el lugar.                                   | |                       |
| 11 | «Anamnesis» «"Shiroi Yami no Naka" (白い闇の中)»                                                       | 20 de mayo de 2006    |
| Vicent encuentra una extraña tienda de libros y conoce a un hombre extraño, ahí es donde descubre más acerca de su propia naturaleza. En una serie de extraños sueños parecidos a secuencias aleatorias de su vida, recuerda un poco más de su pasado y de la historia de la creación de la tierra. | |                       |
| 12 | «La guarida» «"Kimi Hohoemeba" (君微笑めば)»                                                           | 27 de mayo de 2006    |
| Vincent y Re-l se encuentran y éste le confiesa que es un Proxy, ella no le cree. Vincent y Pino continúan su viaje, esta vez Re-l les sigue, dejando atrás a su AutoReiv Iggy, quien presenta síntomas del virus Cogito. | |                       |
| 13 | «El camino a casa equivocado» «"Kōsō no Shikaku" (構想の死角)»                                         | 3 de junio de 2006    |
| Solos en la nada, un AutoReiv abandonado e Iggy se encuentran lidiando con sus pensamientos. Iggy ahora infectado, reflexiona sobre su deber y decide secuestrar a Re-l y asesinar a Vincent. Frente a frente, el AutoReiv abandonado confronta a Re-l pero Iggy se sacrifica para salvarla. | |                       |
| 14 | «Ofelia» «"Anata ni Nita Dareka" (貴方に似た誰か)»                                                     | 10 de junio de 2006   |
| Esta vez un domo abandonado con un gran centro comercial el trío de viajeros se encuentra con situaciones extrañas, como dobles Re-l o clones de Vincent, lidiando con sus pensamientos internos, Vincent reconoce la verdadera Re-l y salen del lugar. | |                       |
| 15 | «¡Quién quiere estar en peligro!» «"[Nama] Akumu no Kuizu Show!" (生 悪夢のクイズSHOW 30分DE100万円!)» | 17 de junio de 2006   |
| Los tres viajeros se encuentran en un bizarro juego en vivo, conducido por el Proxy MCQ. Vincent juega una trivia parecida al Jeopardi, donde debe reunir un puntaje para no ser asesinado y salir del lugar. Durante el juego se revelan detalles de los proxies, la humanidad y como el mundo es como ahora, lleno de domos. | |                       |
| 16 | «Ocupado sin hacer nada» «"Deddo Kāmu" (デッドカーム)»                                                 | 24 de junio de 2006   |
| Durante su viaje, el viento se detiene y los viajeros a bordo del Centzon están intentado pasar el rato, sin nada que hacer, poco a poco Re-l comienza a perder paciencia y divaga sobre su vida para mantenerse cuerda. | |                       |
| 17 | «Terra incógnita» «"Owaranai Tatakai" (終わらない闘い)»                                                | 1 de julio de 2006    |
| El domo Romdeau está en alerta máxima en la búsqueda del fugitivo Raul, quien planea activar un arma mortal. Mientras tanto, el trío de viajeros descubre una extraña cueva tóxica con seres humanoides. | |                       |
| 18 | «La vida después de Dios» «"Shūchaku no Shirabe" (終着の調べ)»                                         | 8 de julio de 2006    |
| Los tres viajeros llegan a una devastada Mosk, la ciudad de Vincent. Donde encuentran que el resto de la verdad está en Romdeau. | |                       |
| 19 | «Sonrisa eterna» «"Shōjo Sumairu" (少女スマイル)»                                                      | 15 de julio de 2006   |
| Pino explora un misterioso lugar llamado Smile Land junto con un par de personajes simpáticos, entre ella y sus compañeros, confrontan al creador de la ciudad, un Proxy que intenta mantener el lugar con buenos recuerdos. | |                       |
| 20 | «Adiós, Vincent» «"Kokū no Hijiri Me" (虚空の聖眼)»                                                    | 22 de julio de 2006   |
| Vicent ahora está atrapado en la conciencia de Re-l, ella acude a sesiones para intentar explicarse sus cambios de personalidad. | |                       |
| 21 | «En el límite del tiempo» «"Toki Hate Tsuru Sho" (時果つる処)»                                         | 29 de julio de 2006   |
| El virus Cogito ahora se extiende por toda la ciudad de Romdeau y la lleva al caos. Raul incita a las personas a una revuelta, invitando a destruir a todos los AutoReivs. | |                       |
| 22 | «Bilbul» «"Shikkoku" (桎梏)»                                                                           | 5 de agosto de 2006   |
| Mientras la ciudad sigue luchando, Vicent y Re-l se encuentran con Proxy One. Raul desesperado ahora lucha herido y busca encontrarse con Pino, su hija AutoReiv. | |                       |
| 23 | «Deus ex machina» «"Dairinin" (代理人)»                                                                | 12 de agosto de 2006  |
| Todas las piezas se unen y se revelan las verdades cuando la batalla final comienza. Monad reaparece e intenta convencer a Vincent para unirse. | |                       |

### Manga
Centzon Hitchers & Undertaker (センツォン・ヒッチャーズ&アンダーテイカー, Sentson Hitchāzu & Andāteikā?) es un manga ilustrado por Yumiko Harao con el guion de Dai Satō. Fue publicado en 2006, en la revista mensual Sunday GX. Narra las aventuras de un grupo a bordo del Centzon. El AutoReiv "Dorothy"; Leono, el hombre que busca su estrella; y Hart, el cazador.
Consiste de dos tomos:
| # | Título                                | Fecha                 |
| - | ------------------------------------- | --------------------- |
| 1 | Centzon Hitchers & Undertaker Vol. I  | 18 de agosto de 2006  |
| 2 | Centzon Hitchers & Undertaker Vol. II | 19 de febrero de 2007 |

### Música

#### Banda sonora
Dos álbumes del soundtrack de la serie fueron lanzados por Geneon Entertainment el 25 de mayo de 2006, titulados Ergo Proxy OST opus 01 y 02. Compuestos por Yoshihiro Ike, el primero incluye los temas de inicio y cierre de la serie y la canción del ending, Paranoid Android, de la banda Radiohead.
| Temas              | Autor(es)          |                  |
| ------------------ | ------------------ | ---------------- |
| «Kiri»             | Monoral (モノラル) | Tema de apertura |
| «Paranoid Android» | Radiohead          | Tema de cierre   |

#### Álbumes
Ergo Proxy OST Opus 01
| Ergo Proxy OST opus01 |                         |          |  |
| N.º                   | Título                  | Duración |  |
| 1.                    | «awakening»             | 1:46     |  |
| 2.                    | «kiri»                  | 1:46     |  |
| 3.                    | «new pulse»             | 3:14     |  |
| 4.                    | «No. 0724FGARK»         | 3:15     |  |
| 5.                    | «prayer»                | 2:53     |  |
| 6.                    | «raging pulse»          | 3:26     |  |
| 7.                    | «autoreiv contagion»    | 2:33     |  |
| 8.                    | «Romdo overshadows»     | 2:26     |  |
| 9.                    | «RE-L124c41+»           | 2:55     |  |
| 10.                   | «deal in blood»         | 3:13     |  |
| 11.                   | «wasteland nostalgia»   | 4:02     |  |
| 12.                   | «vital signs»           | 3:11     |  |
| 13.                   | «written on clouds»     | 3:22     |  |
| 14.                   | «WombSys»               | 3:22     |  |
| 15.                   | «last exit to paradise» | 3:38     |  |
| 16.                   | «he the empty»          | 2:56     |  |
| 17.                   | «Centzontotochtin»      | 2:59     |  |
| 18.                   | «Fellow Citizens»       | 2:46     |  |
| 19.                   | «Paranoid Android»      | 6:23     |  |

Ergo Proxy OST Opus 02
| Ergo Proxy OST opus02 |                      |          |  |
| N.º                   | Título               | Duración |  |
| 1.                    | «futu-risk»          | 2:45     |  |
| 2.                    | «mazecity»           | 3:02     |  |
| 3.                    | «bilbul»             | 3:20     |  |
| 4.                    | «confession»         | 1:55     |  |
| 5.                    | «wrong way home»     | 2:49     |  |
| 6.                    | «busy doing nothing» | 3:22     |  |
| 7.                    | «cytotropism»        | 3:13     |  |
| 8.                    | «angel's share»      | 3:15     |  |
| 9.                    | «hideout»            | 3:01     |  |
| 10.                   | «ophelia»            | 1:53     |  |
| 11.                   | «domecoming»         | 3:33     |  |
| 12.                   | «terra incognita»    | 3:22     |  |
| 13.                   | «deus ex machina»    | 3:30     |  |
| 14.                   | «eternal smile»      | 1:57     |  |
| 15.                   | «life after god»     | 3:14     |  |
| 16.                   | «Goodbye Vincent»    | 2:49     |  |
| 17.                   | «shampoo planet»     | 2:28     |  |
| 18.                   | «kiri»               | 4:18     |  |

## Recepción
Ergo Proxy recibió mayormente críticas positivas, resaltando el aspecto visual, el estilo cyberpunk y la temática psicológica y filosófica. Newype USA describió la serie como "emocionante la premisa, con complejas características de drama y la hermosa investigadora Re-L Mayer, incluye ciencia ficción y robots viviendo en una sociedad humana con monstruos grotescos". Kathernie Luther de About.com resaltó el tema cyberpunk y la mezcla de elementos 2D y 3D en la animación, así como la historia psicológica, que la tuvo "al filo de la butaca". THEM Anime Reviews resaltó la calidad visual pero notó que la gran falla fueron los diseños que no fueron consistentes algunas veces.
Zac Bertschy de AnimeNewsNetwork dio una nota de B+, pero criticó los personajes son "desafortunados en una gran serie de todas maneras". Por otro lado dijo, "los fondos son detallados y hermosos, dando la sensación de un entorno distópico". Carlo Santos también de AnimeNewsNetwork resolvió que "los episodios avanzando la serie fallan al avanzar la historia y la trama, intentando resolver las cosas de manera desesperada". También dijo que "la animación es embarazosa en algunos momentos, inconsistente; aun así, Ergo Proxy merece la pena". D.F. Smith de IGN revisó el boxset de la serie en 2008 y le dio una puntuación de 7 sobre 10. Smith encontró que la calidad visual, música y actores de voz de Ergo Proxy fueron excepcionales, pero tiene una historia compleja con muchas referencias filosóficas.